# Puerto La Unión

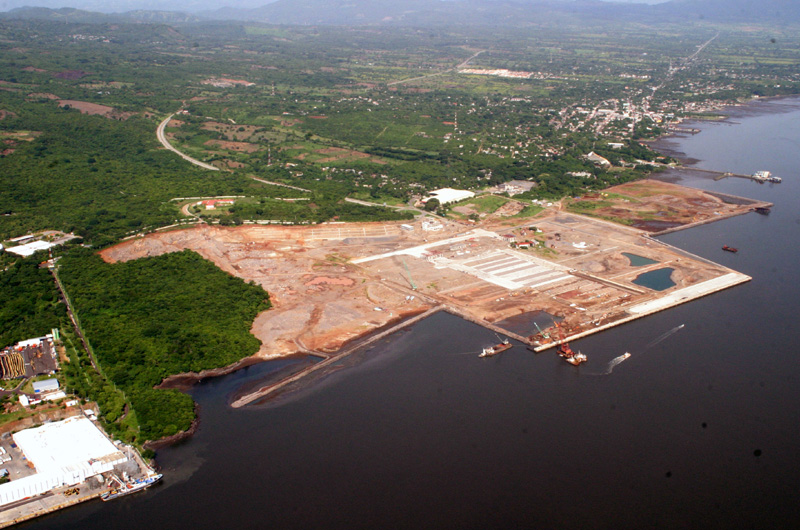
Imagen aérea del sitio de construcción del Nuevo Puerto de La Unión.

El Puerto La Unión está ubicado en la ciudad de La Unión, El Salvador. 

## Historia
En 1912, The Times describía así al puerto de La Unión: «para la International Railwaysu principal puerto del Pacífico es La Unión, un puerto no expuesto al mar, puesto que se encuentra en un brazo del golfo      Holao de Fonseca.  La Unión es el único buen puerto del Pacífico entre Méjico y Costa Rica.»  Efectivamente, los demás puertos están expuestos al oleaje, como La Libertad, o se protegen artificialmente, como Acajutla o Quetzal.
El Proyecto de Construcción del Puerto La Unión comenzó a gestarse en 1997, durante el gobierno de Armando Calderón Sol, año en que se realizó el primer estudio de prefactibilidad con el apoyo del JICA.
En marzo de 1999 se tenía finalizado el estudio de factibilidad, con el que se aseguraba que un nuevo puerto era viable en el mismo lugar donde había nacido el Puerto Cutuco a principios del siglo XX.
Por Decreto Legislativo n.º 565, del 4 de octubre de 2001, publicado en el Diario Oficial n.º 202, Tomo n.º 353, del 25 de octubre de 2001, la Asamblea Legislativa autorizó suscribir el convenio de préstamo entre El Salvador y el Banco de Cooperación Internacional del Japón (JBIC), que fue ratificado el 18 de diciembre del mismo año.
El 15 de noviembre de 2002, se publicó la invitación internacional para la precalificación de empresas para la Construcción del proyecto. La venta de documentos se programó entre el 18 de noviembre y el 20 de diciembre de 2002. Un total de 53 empresas compraron documentos de precalificación.
Las empresas precalificadas fueron los consorcios TOA CORPORATION/JAN DE NUL, PENTA OCEAN/HAZAMA y la empresa WAKACHIKU CONSTRUCTION CO, quienes presentaron sus ofertas técnicas y económicas el 16 de abril de 2004.
El 21 de mayo de 2004, Comisión Ejecutiva Portuaria Autónoma (CEPA) remitió al JBIC los resultados del reporte de evaluación final de las ofertas, solicitándole la respectiva autorización para iniciar el proceso de negociación con el Consorcio TOA Corporation Jan De Nul, el cual presentó la oferta con valor más bajo (US$ 145, 768,313.28).
En nota de fecha 9 de julio de 2004, se invitó al Consorcio TOA Corporation Jan De Nul para proceder a la fase de negociación, la cual inició el 19 de julio de 2004.
El proceso de negociación de la Oferta entre la CEPA y el mencionado Consorcio, finalizó el 15 de diciembre de 2004. La oferta final negociada fue de US $131,985,000.00

## Construcción
El día 16 de enero de 2005, en el marco de la conmemoración del 13° Aniversario de la Firma de los Acuerdos de Paz, el entonces Presidente de la República, Elías Antonio Saca, en compañía de los Presidentes Centroamericanos del Grupo CA-4, dio por iniciado el proceso de construcción del nuevo Puerto La Unión.
El Puerto de La Unión es el proyecto de infraestructura portuaria más importante de El Salvador de los últimos 20 años, a partir del cual el gobierno pretende impulsar una estrategia de despegue que lleve progreso a toda la zona oriental del país.
Mediante una visión de largo plazo contemplada en el Programa Presidencial El Salvador Siglo XXI, y utilizando el Puerto La Unión como motor del desarrollo de la zona oriental, convirtiendo a El Salvador en un Centro Logístico de Distribución Regional.
En la presencia del entonces presidente Elías Antonio Saca se firmó el día miércoles 16 de marzo de 2005, el contrato de construcción del nuevo Puerto La Unión.
El contrato fue suscrito por el presidente de CEPA, licenciado Juan José Llort y el señor Hiroshi Shirasu, Vicepresidente de la Corporación Toa.
El contrato contempla todos los lineamientos y estándares requeridos por CEPA para la realización de la obra. “Estamos a las puertas del más importante proyecto de infraestructura que El Salvador ha tenido en los últimos veinte años, y que vamos a concretar luego de más de diez años de ardua labor”, dijo en aquella oportunidad el presidente de CEPA, Juan José Llort.

## Operaciones
Habiéndose mantenido yermo el puerto por unos quince años, a partir de 2023 operó como terminal del transbordador El Salvador–Costa Rica.